# Richard Rock
Richard Rock, né vers 1690 et mort en novembre 1777, est un médecin britannique, réputé, et souvent moqué, dans le Londres du XVIIIe siècle. 

## Biographie
Originaire de Hambourg, Richard Rock est représenté par William Hogarth dans la cinquième scène de sa série satirique et moraliste peinte en 1731/1732, A Harlot's Progress, où il se dispute avec le célèbre médecin français Jean Misaubin à côté du corps mourant de leur patient, Moll Hackabout. Le contraste entre Rock (un Allemand, court et gras) et Misaubin (un Français, au corps décharné) est intentionnel.
Comme Misaubin était, pour le public d'alors, facilement reconnaissable étant donné sa haute taille et sa maigreur, le deuxième médecin s'avéra plus difficile à identifier sans ambiguïté, alors Hogarth, lors de la traduction en gravures qu'il en fit, ajouta le nom de Rock sur une feuille de papier placée sur le tabouret en bas à droite de la scène, au moment du tirage de l'impression.